# Trametes drummondii
Trametes drummondii är en svampart som först beskrevs av Johann Friedrich Klotzsch, och fick sitt nu gällande namn av Leif Ryvarden 1976. Trametes drummondii ingår i släktet Trametes och familjen Polyporaceae.   Inga underarter finns listade i Catalogue of Life.